# Parafia Matki Bożej Szkaplerznej w Stalowej Woli
Parafia Matki Bożej Szkaplerznej w Stalowej Woli – parafia rzymskokatolicka znajdująca się w diecezji sandomierskiej w dekanacie Stalowa Wola. 
Pierwsza wzmianka o parafii pochodzi z 1301. Mieści się przy ulicy Piotra Ściegiennego, w dzielnicy Rozwadów.
Obecny kościół parafialny wzniesiono w 1907 roku z czerwonej cegły. Ma układ bazylikowy, trzynawowy, wzbogacony o nawę poprzeczną. W ołtarzu głównym znajduje się obraz Matki Boskiej Rozwadowskiej pochodzący z czasów mecenatu Lubomirskich. Wyróżniającym się elementem jest wieża zachodnia z jej widocznymi kondygnacjami.